# Andrea Jirků
Andrea Jirků (Nové Město na Moravě, 14 november 1989) is een Tsjechische oud-langebaanschaatsster. Ze trainde net als Karolína Erbanová en Martina Sáblíková bij Petr Nováks NOVIS Team.

## Biografie
Jirků debuteerde in 2006 tijdens het WK Junioren in Erfurt. Ze brak door tijdens het EK Allround 2007 in Collalbo. Op de 3000 meter schaatste ze als eerste onder de tijd van Gunda Niemann (4.17,41) van 12 januari 1992. Haar eindtijd 4.12,51 was een verbetering van haar Salt Lake City-tijd. In het eindklassement werd Jirků twaalfde. Door deze klassering op het EK mocht ze samen met Sáblíková afreizen naar Thialf in Heerenveen waar ze mocht deelnemen aan het Wereldkampioenschap. Ze wist zich niet te plaatsen voor de afsluitende vierde afstand en eindigde op de 23e plaats in het klassement. Ze was de derde Tsjechische die aan een WK Allroundtoernooi deelnam. In 1998 nam Jana Rejhanová eenmalig deel aan het WK Allround en Martina Sáblíková was haar in 2006 als tweede Tsjechische voorgegaan. Eerder hebben tussen 1947-1960 wel acht Tsjecho-Slowaakse vrouwen deelgenomen.
Tijdens het WK Junioren 2007 in Innsbruck heeft ze geen pr's gereden. Wel won ze de afsluitende 3000 meter waardoor ze in de eindrangschikking negende werd. Op de WK Afstanden in Salt Lake City wist ze op de 3000 en 5000 meter haar tijden aan te scherpen waarmee ze in de Adelskalender op positie 90 terechtkwam aan het einde van dat seizoen.
In 2008 bij het EK Allround in Kolomna leek het er in eerste instantie op dat ze tijdens de 3000 meter haar tegenstander hinderde, maar ze werd niet gediskwalificeerd. Tijdens dit kampioenschap haalde ze de laatste afstand niet, ze werd 22e in het eindklassement. Dat seizoen pakte ze tevens zilver op de 3000 meter tijdens de eerste Wereldbeker schaatsen junioren.
Voor het EK Allround 2009 was Jirků reserve. Tijdens de ploegenachtervolging bij de world cup-wedstrijd in Erfurt wist Jirků samen met Martina Sáblíková en Karolína Erbanová naar het goud te rijden in een nationaal record van 3.05,32 en zo de wereldbeker binnen te halen.
Op 24 juni 2009 nam Jirků deel aan het Tsjechisch kampioenschap individuele tijdrit op de weg (Bánovce nad Bebravou-Bánovce nad Bebravou) waaraan ook Sáblíková (5e) deelnam. Ze eindigde als 8e. Vlak na aanvang van seizoen 2009/2010 moest Jirků noodgedwongen stoppen met langebaanschaatsen vanwege aanhoudende knieklachten. Haar laatste wedstrijd was de world cup in Berlijn op 6 november tijdens de 3000 meter.

## Persoonlijke records
| Afstand    | Tijd    | Datum            | Baan           |
| ---------- | ------- | ---------------- | -------------- |
| 500 meter  | 42,28   | 17 januari 2009  | Collalbo       |
| 1000 meter | 1.21,93 | 19 november 2005 | Salt Lake City |
| 1500 meter | 2.01,29 | 17 november 2007 | Calgary        |
| 3000 meter | 4.09,09 | 16 november 2007 | Calgary        |
| 5000 meter | 7.07,97 | 11 maart 2007    | Salt Lake City |

## Resultaten
| Jaar | EK Allround | WK Allround | WK Afstanden               | Wereldbeker                 | WK Junioren                                           |
| ---- | ----------- | ----------- | -------------------------- | --------------------------- | ----------------------------------------------------- |
| 2006 |             |             |                            |                             | 23e                                                   |
| 2007 | 12e         | 23e         | 15e 3000m 11e 5000m        | 41e 1500m 25e 3k/5k         | 9e                                                    |
| 2008 | NC22        | -           |                            | 45e 1500m 27e 3k/5k         | 17e                                                   |
| 2009 | -           |             | 23e 3000m 7e achtervolging | 36e 3k/5k · achtervolging   | 21e 500 m 16e 1000 m 8e 1500 m 6e 3000 m 11e allround |
| 2010 | -           | -           |                            | 47e 3k/5k 11e achtervolging | -                                                     |

NC# = niet gekwalificeerd voor de laatste afstand, maar wel als # geëindigd in het eindklassement